# Květa Petříčková
Květa Petříčková   (Praga, 17 de juliol de 1952) va ser una jugadora d'hoquei sobre herba txeca que va competir sota la bandera de Txecoslovàquia entre les dècades de 1960 i 1980.
El 1980 va prendre part en els Jocs Olímpics de Moscou, on guanyà la medalla de plata en la competició d'hoquei sobre herba.